# Imma (djur)
Imma är ett släkte av fjärilar. Imma ingår i familjen Immidae.

## Dottertaxa tillImma, i alfabetisk ordning[1]
- Imma accuralis
- Imma acosma
- Imma acrognampta
- Imma acroptila
- Imma albifasciella
- Imma albofascia
- Imma albotaeniana
- Imma alienella
- Imma amphixantha
- Imma arenaria
- Imma aristogiton
- Imma arsisceles
- Imma asaphoneura
- Imma atialis
- Imma atrosignata
- Imma atrotacta
- Imma aulonias
- Imma autodoxa
- Imma bifulminata
- Imma bilineella
- Imma boeta
- Imma campsigramma
- Imma cancanopis
- Imma capnodes
- Imma celtiphaga
- Imma chloromelalis
- Imma chloroplintha
- Imma chlorosphena
- Imma chlorospila
- Imma chrysoplaca
- Imma cincta
- Imma ciniata
- Imma cirrholeuca
- Imma cladophragma
- Imma confluens
- Imma contenta
- Imma cosmoplaca
- Imma costipuncta
- Imma crocophragma
- Imma crocozela
- Imma cuneata
- Imma cyanospora
- Imma cymbalodes
- Imma dedicata
- Imma denticulata
- Imma diaphana
- Imma diluticiliata
- Imma dioptrias
- Imma diphtherina
- Imma diplospila
- Imma dipselia
- Imma dissimilis
- Imma endocrossa
- Imma epichlaena
- Imma epicomia
- Imma ergasia
- Imma eriospila
- Imma euglypta
- Imma evelina
- Imma flammula
- Imma flavibasa
- Imma flaviceps
- Imma francenella
- Imma grammarcha
- Imma halonitis
- Imma harpagacma
- Imma hectaea
- Imma hemixanthella
- Imma hoenei
- Imma homalotis
- Imma homocrossa
- Imma hyphantis
- Imma inaptalis
- Imma inclinata
- Imma infima
- Imma iota
- Imma itygramma
- Imma lacessens
- Imma lathidora
- Imma lechriocentra
- Imma leiochroa
- Imma leniflua
- Imma leucomystis
- Imma lichneopa
- Imma lithosioides
- Imma loxoscia
- Imma lutescens
- Imma lyrifera
- Imma lysidesma
- Imma mackwoodii
- Imma macrochorda
- Imma marileutis
- Imma marmarozona
- Imma megalyntis
- Imma melanosphena
- Imma melotoma
- Imma memorata
- Imma mesochorda
- Imma mesosphena
- Imma metachlora
- Imma microsticta
- Imma minax
- Imma monastica
- Imma monocosma
- Imma monodesma
- Imma mylias
- Imma nephelatma
- Imma nephodryas
- Imma niphopelta
- Imma niveiciliella
- Imma obliquefasciata
- Imma ochrophara
- Imma otoptera
- Imma oxypselia
- Imma paratma
- Imma pelurga
- Imma penthinoides
- Imma periploca
- Imma phalerata
- Imma philonoma
- Imma platyxantha
- Imma poecilostoma
- Imma porpanthes
- Imma prasinospora
- Imma priozona
- Imma procrossa
- Imma protocrossa
- Imma psithyristis
- Imma psoricopa
- Imma pyragra
- Imma pyrophthalma
- Imma quadrivittana
- Imma quaestoria
- Imma regnomorpha
- Imma rugosalis
- Imma sarophora
- Imma sciophanes
- Imma selenaea
- Imma semicitra
- Imma spanista
- Imma spectropis
- Imma steganota
- Imma stilbiota
- Imma tetrascia
- Imma thianthes
- Imma thymora
- Imma thyriditis
- Imma torophracta
- Imma trachyptila
- Imma transjecta
- Imma transversana
- Imma transversella
- Imma triardis
- Imma trichinota
- Imma tricrocota
- Imma uranitis
- Imma varipes
- Imma vaticina
- Imma vexatalis
- Imma viola
- Imma xantharcha
- Imma xanthoglypta
- Imma xanthomela